# Las Violetas (banda)
Las Violetas  fue una banda de rock argentina, nacida en 1978 en la ciudad de La Plata, y que se disolvería para fusionarse a Marabunta (banda argentina) y formar Duro, más tarde conocido como Virus (banda argentina)

## Historia
Las Violetas tuvo varias formaciones que duraron poco tiempo. Finalmente, el grupo quedó integrado por Federico Moura, por primera vez en el papel de cantante, Ricardo Serra en guitarra, Néstor Madrid en bajo, Cirso Iseas en teclados y Mario Serra en la batería. 
Ensayaban en Chascomús, donde vivía Iseas. Los hermanos Serra coinciden en que aquella fue una experiencia negativa: grabaron un demo, Federico Moura se lo mostró a un productor y no prosperó. Las Violetas tocaron en vivo en Pinamar y en algunos pubs de La Plata.
A fines de 1979 se uniría a Marabunta  y formarían Virus.